# Joachim Olsen
Joachim Olsen (ur. 31 maja 1977) – duński kulomiot i dyskobol, wielokrotny medalista międzynarodowych imprez lekkoatletycznych. W 2011 oraz 2015 wybrany do duńskiego parlamentu z list Sojuszu Liberalnego.
Przez wiele lat kariery regularnie kwalifikował się do finałów największych światowych imprez, zdobywając na nich wiele medali:
- srebrny medal podczas Młodzieżowych Mistrzostw Europy w Lekkoatletyce (Göteborg 1999)
- srebro Halowych Mistrzostw Europy w Lekkoatletyce (Wiedeń 2002)
- srebrny medal na Mistrzostwach Europy w Lekkoatletyce (Monachium 2002)
- brąz Halowych Mistrzostw Świata w Lekkoatletyce (Budapeszt 2004)
- brąz podczas igrzysk olimpijskich (Ateny 2004)
- 1. miejsce w Światowym Finale IAAF (Monako 2004)
- złoto Halowych Mistrzostw Europy w Lekkoatletyce (Madryt 2005)
- 2. miejsce podczas Światowego Finału IAAF (Monako 2005)
- brąz Halowych Mistrzostw Świata w Lekkoatletyce (Moskwa 2006)
- brąz na Mistrzostwach Europy w Lekkoatletyce (Göteborg 2006)
- brązowy medal Halowych Mistrzostw Europy w Lekkoatletyce (Birmingham 2007)
- kilkanaście tytułów mistrza Danii

Na igrzyskach olimpijskich wystąpił trzykrotnie, poza medalem olimpijskim wywalczonym w Atenach brał udział w igrzyskach w Sydney i igrzyskach w Pekinie, jednak tam nie zdołał awansować do finału.
W 2009 ogłosił zakończenie kariery sportowej.

## Rekordy życiowe
- pchnięcie kulą (stadion)  – 21,61 (2007) rekord Danii[2]
- rzut dyskiem – 60,67 (2002)
- pchnięcie kulą (hala) – 21,63 (2004) rekord Danii[2]